# كولن يونغ
كولن يونغ (بالإنجليزية: Colin Young)‏ هو موسيقي بريطاني، ولد في 12 سبتمبر 1944.

## وصلات خارجية
- كولن يونغ على موقع IMDb (الإنجليزية)
- كولن يونغ على موقع ميوزك برينز (الإنجليزية)
- كولن يونغ على موقع ديسكوغز (الإنجليزية)